# Discografia dei The Drifters
Qui di seguito è presente la discografia del gruppo pop statunitense The Drifters.

## Singoli
| Anno | A-Side                                          | Cantante principale               | Etichetta discografica | Posizione in classifica | Posizione in classifica | Posizione in classifica |
| Anno | A-Side                                          | Cantante principale               | Etichetta discografica | USA pop                 | USA R&B                 | UK                      |
| ---- | ----------------------------------------------- | --------------------------------- | ---------------------- | ----------------------- | ----------------------- | ----------------------- |
| 1953 | Money Honey                                     | Clyde McPhatter                   | Atlantic               |                         | 1                       |                         |
| 1954 | Lucille                                         | Clyde McPhatter                   | Atlantic               |                         |                         |                         |
| 1954 | Honey Love                                      | Clyde McPhatter                   | Atlantic               | 21                      | 1                       |                         |
| 1954 | Someday (You'll Want Me to Want You)            | Clyde McPhatter                   | Atlantic               |                         |                         |                         |
| 1954 | White Christmas                                 | Bill Pinkney e Clyde McPhatter    | Atlantic               | 80                      | 5                       |                         |
| 1954 | Such A Night                                    | Clyde McPhatter                   | Atlantic               |                         | 2                       |                         |
| 1955 | Whatcha Gonna Do                                | Clyde McPhatter                   | Atlantic               |                         | 2                       |                         |
| 1955 | Everyone's Laughing                             | Clyde McPhatter                   | Atlantic               |                         |                         |                         |
| 1955 | Adorable                                        | Johnny Moore                      | Atlantic               |                         | 1                       |                         |
| 1956 | →Steamboat (B-Side)                             | Bill Pinkney                      | Atlantic               |                         | 5                       |                         |
| 1956 | Your Promise to Be Mine                         | Gerhart Thrasher                  | Atlantic               |                         |                         |                         |
| 1956 | Ruby Baby                                       | Johnny Moore                      | Atlantic               |                         | 10                      |                         |
| 1956 | I Gotta Get Myself a Woman                      | Johnny Moore and Bill Pinkney     | Atlantic               |                         | 11                      |                         |
| 1957 | Fools Fall in Love                              | Johnny Moore                      | Atlantic               |                         | 10                      |                         |
| 1957 | Drifting Away From You                          | Gerhart Thrasher                  | Atlantic               |                         |                         |                         |
| 1957 | Hypnotized                                      |                                   | Atlantic               | 79                      |                         |                         |
| 1957 | I Know                                          |                                   | Atlantic               |                         |                         |                         |
| 1957 | Drip Drop                                       | Bobby Hendricks                   | Atlantic               | 58                      |                         |                         |
| 1957 | → Moonlight Bay (B-Side)                        |                                   | Atlantic               | 72                      |                         |                         |
| 1959 | There Goes My Baby                              | Ben E. King                       | Atlantic               | 2                       | 1                       |                         |
| 1959 | (If You Cry) True Love, True Love               | Johnny Lee Williams               | Atlantic               | 33                      | 5                       |                         |
| 1959 | → Dance with Me (B-Side)                        | Ben E. King                       | Atlantic               | 15                      | 2                       | 17 (come A-side)        |
| 1960 | Suddenly There's a Valley                       | Tommy Evans and Bobby Hendricks   | Atlantic               |                         |                         |                         |
| 1960 | Baltimore                                       | Charlie Thomas and Elsbeary Hobbs | Atlantic               |                         |                         |                         |
| 1960 | This Magic Moment                               | Ben E. King                       | Atlantic               | 16                      | 4                       |                         |
| 1960 | Lonely Winds                                    | Ben E. King                       | Atlantic               | 54                      | 9                       |                         |
| 1960 | Save the Last Dance for Me                      | Ben E. King                       | Atlantic               | 1                       | 1                       | 2                       |
| 1960 | I Count the Tears                               | Ben E. King                       | Atlantic               | 17                      |                         | 28                      |
| 1961 | Some Kind of Wonderful                          | Rudy Lewis                        | Atlantic               | 32                      | 6                       |                         |
| 1961 | Please Stay                                     | Rudy Lewis                        | Atlantic               | 14                      | 13                      |                         |
| 1961 | Sweets for My Sweet                             | Charlie Thomas                    | Atlantic               | 16                      | 10                      |                         |
| 1961 | Room Full of Tears                              | Charlie Thomas                    | Atlantic               | 72                      |                         |                         |
| 1962 | When My Little Girl Is Smiling                  | Charlie Thomas                    | Atlantic               | 28                      |                         | 31                      |
| 1962 | Stranger on the Shore                           | Rudy Lewis                        | Atlantic               | 73                      |                         |                         |
| 1962 | Sometimes I Wonder                              | Ben E. King                       | Atlantic               |                         |                         |                         |
| 1962 | Up on the Roof                                  | Rudy Lewis                        | Atlantic               | 5                       | 4                       |                         |
| 1963 | On Broadway                                     | Rudy Lewis                        | Atlantic               | 9                       | 7                       |                         |
| 1963 | If You Don't Come Back                          | Johnny Moore                      | Atlantic               |                         |                         |                         |
| 1963 | → Rat Race (B-Side)                             | Rudy Lewis                        | Atlantic               | 71                      |                         |                         |
| 1963 | I'll Take You Home                              | Johnny Moore                      | Atlantic               | 25                      | 24                      | 37                      |
| 1964 | Vaya con Dios                                   | Rudy Lewis                        | Atlantic               | 43                      |                         |                         |
| 1964 | One-Way Love                                    | Johnny Moore                      | Atlantic               | 56                      |                         |                         |
| 1964 | Under the Boardwalk                             | Johnny Moore                      | Atlantic               | 4                       | 45                      | 45                      |
| 1964 | I've Got Sand in My Shoes                       | Johnny Moore                      | Atlantic               | 33                      |                         |                         |
| 1964 | Saturday Night at the Movies                    | Johnny Moore                      | Atlantic               | 18                      |                         | 3 (nel 1972)            |
| 1964 | The Christmas Song /I Remember Christmas        | Johnny Moore                      | Atlantic               |                         |                         |                         |
| 1965 | At the Club                                     | Johnny Moore                      | Atlantic               | 43                      | 10                      | 35                      |
| 1965 | Come On Over to My Place                        | Johnny Moore                      | Atlantic               | 60                      |                         | 9                       |
| 1965 | Follow Me                                       |                                   | Atlantic               |                         |                         |                         |
| 1965 | I'll Take You Where the Music's Playing         | Johnny Moore                      | Atlantic               | 51                      |                         |                         |
| 1966 | Memories Are Made of This                       | Johnny Moore                      | Atlantic               | 48                      |                         |                         |
| 1966 | Baby What I Mean                                | Johnny Moore                      | Atlantic               |                         |                         | 49                      |
| 1967 | Ain't It the Truth                              |                                   | Atlantic               |                         | 36                      |                         |
| 1968 | Still Burning in my Heart                       | Johnny Moore                      |                        | 111                     |                         |                         |
| 1972 | Something Tells Me                              |                                   | Bell                   |                         |                         |                         |
| 1973 | You've Got Your Troubles                        |                                   | Bell                   |                         |                         |                         |
| 1973 | Like Sister and Brother                         |                                   | Bell                   |                         |                         | 7                       |
| 1974 | Kissin' in the Back Row of the Movies           | Johnny Moore                      | Bell                   |                         | 83                      | 2                       |
| 1974 | Down on the Beach Tonight                       | Johnny Moore                      | Bell                   |                         |                         | 7                       |
| 1975 | Love Games                                      |                                   | Bell                   |                         |                         | 33                      |
| 1975 | There Goes My First Love                        | Johnny Moore                      | Bell                   |                         |                         | 3                       |
| 1975 | Can I Take You Home Little Girl                 | Johnny Moore                      | Bell                   |                         |                         | 10                      |
| 1976 | Hello Happiness                                 | Johnny Moore                      | Bell                   |                         |                         | 12                      |
| 1976 | Every Night's a Saturday Night With You         |                                   | Bell                   |                         |                         | 29                      |
| 1976 | You're More than a Number in My Little Red Book | Johnny Moore                      | Arista                 |                         |                         | 5                       |

## Album
| Anno | Album                                   | Cantante principale                         | Etichetta discografica | Canzoni |
| ---- | --------------------------------------- | ------------------------------------------- | ---------------------- | --- |
| 1956 | Clyde McPhatter & The Drifters          | Clyde McPhatter, Bill Pinkney               | Atlantic               | Without Love (There Is Nothing), Someday (You'll Want Me to Want You), Treasure Of Love, I'm Not Worthy Of You, Bells Of St. Marys, White Christmas, I Make Believe, Seven Days, Warm Your Heart, Money Honey, What'cha Gonna Do, Such A Night, Honey Love, Thirty Days       |
| 1958 | Rockin' & Driftin'                      | Johnny Moore, Bobby Hendricks, Bill Pinkney | Atlantic               | Moonlight Bay, Ruby Baby, Drip Drop, I Gotta Get Myself A Woman, Fools Fall In Love, Hypnotized, Yodee Yakee, I Know, Soldier Of Fortune, Drifting Away From You, Your Promise To Be Mine, It Was A Tear, Adorable, Steamboat                                                 |
| 1960 | The Drifters' Greatest Hits             | Johnny Moore, Bobby Hendricks, Ben E. King  | Atlantic               | There Goes My Baby, Dance with Me, Baltimore, Sadie My Lady, Honky Tonky, Lonely Winds, This Magic Moment, Hey Señorita, Oh My Love, Suddenly There's a Valley, Souvenirs, (If You Cry) True Love, True Love                                                                  |
| 1962 | Save the Last Dance for Me              | Ben E. King, Rudy Lewis                     | Atlantic               | Save The Last Dance For Me, I Count The Tears, Somebody New Dancin' With You, Jackpot, No Sweet Lovin', Sweets For Sweet, Mexican Divorce, When My Little Girl Is Smiling, Some Kind of Wonderful, Please Stay, Nobody But Me, Room Full Of Tears                             |
| 1964 | Under the Boardwalk                     | Rudy Lewis, Johnny Moore                    | Atlantic               | Under The Boardwalk, One Way Love, On Broadway, Didn't It, I Feel Good All Over, Vaya Con Dios, Up On The Roof, Rat Race, In The Land Of Make Believe, If You Don't Come Back, Let The Music Play, I'll Take You Home                                                         |
| 1965 | The Good Life with The Drifters         | Johnny Moore                                | Atlantic               | Quando Quando Quando, On The Street Where You Live, I Wish You Love, Tonight, More, What Kind Of Fool Am I, The Good Life, As Long As She Needs Me, Desafinado, Who Can I Turn To (When Nobody Needs Me), Saturday Night At The Movies, Temptation                            |
| 1966 | I'll Take You Where the Music's Playing | Johnny Moore                                | Atlantic               | I'll Take You Where The Music's Playing, I've Got Sand In My Shoes, At The Club, I Don't Want To Go On Without You, Answer The Phone, He's Just A Playboy, Follow Me, Spanish Lace, Chains Of Love, Far From The Maddening Crowd, The Outside World, Come On Over To My Place |
| 1973 | The Drifters Now                        | Johnny Moore                                | Bell                   | You've Got Your Troubles, Sweet Caroline, Always Something There To Remind Me |
| 1975 | Love Games                              | Johnny Moore                                | Bell                   | Kissin In the Back Row Of The Movies, Like Sister And Brother, Down On The Beach Tonight |
| 1975 | There Goes My First Love                | Johnny Moore                                | Bell                   | There Goes My First Love, Can I Take You Home Little Girl |
| 1976 | Every Nite's a Saturday Night           | Johnny Moore                                | Bell                   | You're More Than A Number In My Little Red Book |